# Sjaerdemaslot
Sjaerdemaslot (ook wel: Slot op Kalehay) was een Friese state in Franeker. De oudste vermelding dateert uit 1446, toen er aan de bouw van het kasteel werd begonnen. De state is in 1712 gesloopt. Onder andere de filosoof René Descartes en hertog Albrecht van Saksen hebben er gewoond. 

## Het bouwwerk
De waterburcht lag in de belangrijkste gracht van de Friese universiteitsstad Franeker en werd steeds meer een soort citadel. Het was dus volledig omgracht en was alleen per brug bereikbaar. Het had twee bouwlagen met daaronder een kelder. Naast het hoofdgebouw waren er twee vleugels en een ronde toren in het noordoosten. Een zwaardere toren bevond zich aan de westkant van het slot.

## Geschiedenis
De eerste bewoners en stichters waren Douwe van Aylva en Edwert Sjaerdema. Later werd het afgestaan aan hertog Albrecht van Saksen. Uiteindelijk kreeg de familie de stins terug nadat Albrecht van Saksen er een tijd in had gewoond, en het werd op een gegeven moment geërfd door Carel van Sternsee, die getrouwd was met Luts van Cammingha. Daarop erfde Ruurd van Juckema het slot. Hij verhuurde het in de zomer van 1629 aan de Franse filosoof René Descartes. Het slot werd overgedragen van vader op zoon en uiteindelijk aan Eduarda Lucia van Juckema, die getrouwd was met Duco Martena. De eigenaresse is meerdere keren gewaarschuwd dat het slot in zeer vervallen toestand was en zou worden afgebroken als het niet gerestaureerd werd. En zo geschiedde het ten slotte dat in 1712 het slot gesloopt werd.

## Heden
Het Sjaerdemaslot, later ook wel het Sternse Slot genoemd, stond op het huidige Sjûkelân, waar elk jaar de PC wordt gekaatst. In 2003 zijn er twee torens op het Sjûkelân gebouwd ter gelegenheid van het 150-jarig bestaan van de PC, die verwijzen naar het Sjaerdemaslot..